# Sanlúcar de Barrameda
Sanlúcar de Barrameda község Spanyolországban, Cádiz tartományban. Sanlúcar de Barrameda Chipiona, Rota, El Puerto de Santa María, Jerez de la Frontera, Trebujena, Aznalcázar és Almonte községekkel határos. Lakosainak száma 69 876 fő (2024).

## Népesség
A település népessége az utóbbi években az alábbiak szerint változott:
| Lakosok száma | 61 737 | 62 662 | 63 509 | 65 805 | 66 944 | 67 385 | 67 620 | 68 684 | 69 507 | 69 876 |
|               | 2001   | 2004   | 2006   | 2009   | 2011   | 2014   | 2016   | 2019   | 2021   | 2024   |